# Christa Johnson
Christa Johnson (Arcata, 25 april 1958) is een Amerikaanse golfprofessional. Van 1980 tot 2008 was ze actief op de LPGA Tour. Johnson debuteerde in 2006 op de Legends Tour

## Loopbaan
In 1980 werd Johnson een golfprofessional en ze maakte meteen haar debuut op de LPGA Tour. In maart 1994 behaalde Johnson op de LPGA Tour haar eerste profzege door het Samaritan Turquoise Classic te winnen. In mei 1997 won ze met het McDonald's LPGA Championship haar enige "Major" in de LPGA. In september 1997 behaalde ze haar negende en laatste LPGA-zege door het Safeway LPGA Golf Championship te winnen.
In 2006 maakte Johnson haar debuut op de Legends Tour en met het BJ's Charity Championship behaalde ze haar eerste Legends-zege in haar seizoensdebuut. Haar laatste Legends-zege dateert van 2009 door de Wendy's Charity Challenge te winnen.

## Erelijst

### Professional
LPGA Tour
| Nr. | Datum            | Toernooi                              | Score           | Score | Info                             |
| --- | ---------------- | ------------------------------------- | --------------- | ----- | -------------------------------- |
| 1   | 11 maart 1984    | Samaritan Turquoise Classic           | 67-68-69-72=276 | –12   |                                  |
| 2   | 18 maart 1984    | Tucson Conquistadores Open            | 69-71-66-66=272 | –16   |                                  |
| 3   | 17 maart 1986    | GNA/Glendale Federal Classic          | 75-70-67=212    | –4    |                                  |
| 4   | 2 april 1987     | Columbia Savings LPGA National Pro-Am | 66-71-70-70=277 | –11   |                                  |
| 5   | 17 juni 1990     | Atlantic City Classic                 | 69-67-69-70=275 | –5    |                                  |
| 6   | 7 april 1991     | PING/Welch's Championship             | 67-69-65-72=273 | –15   |                                  |
| 7   | 21 mei 1995      | Star Bank LPGA Classic                | 68-75-67=210    | –6    |                                  |
| 8   | 18 mei 1997      | McDonald's LPGA Championship          | 68-73-69-71=281 | –3    | won de play-off van Leta Lindley |
| 9   | 7 september 1997 | Safeway LPGA Golf Championship        | 70-70-66=206    | –10   |                                  |

Legends Tour
- 2006: BJ's Charity Championship (met Nancy Scranton)
- 2007: BJ's Charity Championship (met Nancy Scranton)
- 2009: Wendy's Charity Challenge

## Teamcompetities
Professional
- Solheim Cup ( USA): 1998 (winnaars)
- Handa Cup ( USA): 2007 (winnaars), 2008 (winnaars), 2009 (winnaars), 2010 (winnaars), 2011 (winnaars), 2012 (gelijkspel), 2013